# 동군
동군(東郡)은 중국의 옛 군이다.

## 전국 시대
진왕 정 5년(기원전 244년), 진나라가 몽오를 보내 위나라를 무찌르고 40여 성을 빼앗아 처음 설치했다. 위나라의 동쪽 지역이라 하여 이름을 동(東)이라 했다.

## 전한
고제가 아들 유회를 양나라 왕에 봉하면서 동군을 파하고 양나라에 덧붙여주었다 하나 실제로 양나라가 동군을 관할했는지 자세한 전말은 알 수 없다. 연주자사부에 속했으며 원시 2년(2년)의 인구조사에서는 40만 1,297호, 165만 9,028명이 있었다. 대략 현대의 랴오청 시와 푸양 시의 영역에 해당한다. 아래 속현 목록은 한서 지리지의 내용으로, 순서도 지리지에 나온 순이며, 원연·수화 연간(기원전 8년)의 현황으로 여겨진다. 총 23현이다.
| 이름     |          | 치소                                                  | 비고 |
| -------- | -------- | ----------------------------------------------------- | --- |
| 복양현   | 濮陽縣   | 푸양시 푸양현 남 어둔촌(于屯村) 일대                  | 옛 제구(帝丘)로 위 성공이 천도한 곳이며 전욱(顓頊)의 옛 터.                                                                             |
| 반현     | 畔縣     | 랴오청 시 부근?                                       | 왕선겸 등의 설에 따르면 별도의 현이 아니라 관현이 반관현으로 잘못 써진 것이라 하나, 거연한간 등의 당대 사료에서 반현의 존재가 확인됐다. |
| 관현     | 觀縣     | 푸양시 칭펑현                                         | 응소에 따르면 이곳에 하나라의 관호(觀扈)가 있었고, 후한 광무제가 이름을 위(衛)로 고쳐 주나라의 후예를 봉했다.                           |
| 요성현   | 聊城縣   | 랴오청시 약간 서북 요고묘(聊古廟) 백가와(白家洼) 일대 | |
| 돈구현   | 頓丘縣   | 푸양시 칭펑현 고성진(固城鎭)                          | |
| 발간현   | 發干縣   | 랴오청시 관현 동                                      | |
| 범현     | 范縣     | 지닝시 량산현 수장집진(壽張集鎭) 일대                 | |
| 치평현   | 茬平縣   | 산둥 성 랴오청 시 츠핑 현 남서쪽                      | 茌平이라고도 쓴다. |
| 동무양현 | 東武陽縣 | 랴오청시 선현 남 십팔리포진(十八里鋪鎭) 일대          | 우임금이 치수한 탑수(漯水)가 이곳 동북에서 흘러나와 세 군을 지나 천승군에서 바다로 들어간다.                                            |
| 박평현   | 博平縣   | 랴오청시 츠핑현 왕채과촌(王菜瓜村) 일대               | |
| 여현     | 黎縣     | 허쩌시 윈청현 진파향(陳坡鄕)                          | 소노의 봉국이다. |
| 청현     | 淸縣     | 랴오청시 둥창푸구 장로집진(張爐集鎭) 일대             | |
| 동아현   | 東阿縣   | 랴오청시 양구현 아성진(阿城鎭)                        | 도위가 다스렸다. |
| 이호현   | 離狐縣   | 허쩌시 무단구 이촌진(李村鎭) 일대                     | |
| 임읍현   | 臨邑縣   | 랴오청시 둥어현                                       | |
| 이묘현   | 利苗縣   | ?                                                     | |
| 수창현   | 須昌縣   | 타이안시 둥핑현 동평호 동 유와촌(劉洼村) 일대         | 옛 수구국(須句國)으로 대호의 후손이며 풍성이다.                                                                                         |
| 수량현   | 壽良縣   | 타이안시 둥핑현 동평호(東平湖) 동남 동평호운하 동안   | 치우의 사당이 서북 제상(泲上)에 있다. 구성(朐城)이 있다. 응소에 따르면 후한 광무제의 숙부 조효왕 유양을 피휘해 수장으로 고쳤다고 한다.  |
| 악창현   | 樂昌縣   | 허난 성 푸양 시 난러 현 북서쪽                        | |
| 양평후국 | 陽平候國 | 랴오청시 선현                                         | |
| 백마현   | 白馬縣   | 안양시 화현 백마장촌(白馬墻村)                        | |
| 남연현   | 南燕縣   | 신샹시 옌진현 북동 교행장촌(喬杏庄村) 일대            | 남연국(南燕國)이 있었는데 길성이며 황제의 후손이다.                                                                                     |
| 늠구현   | 廩丘縣   | 허쩌시 쥐안청현 수보향(水堡鄕) 일대                   | |

## 신나라
군의 이름을 치정(治亭)으로 고치고 다음 현의 이름을 고쳤다.
| 전한           | 신             |
| -------------- | -------------- |
| 복양(濮陽)     | 치정(治亭)     |
| 관(觀)         | 관치(觀治)     |
| 둔구(頓丘)     | 순구(順丘)     |
| 발간(發干)     | 집순(戢楯)     |
| 범(范)         | 건목(建睦)     |
| 치평(茬平)     | 공숭(功崇)     |
| 동무양(東武陽) | 무창(武昌)     |
| 박평(博平)     | 가목(加睦)     |
| 여(黎)         | 여치(黎治)     |
| 청(淸)         | 청치(淸治)     |
| 이호(離狐)     | 서호(瑞狐)     |
| 임읍(臨邑)     | 곡성정(穀城亭) |

진류군이 해체되었을 때, 봉구현(封丘縣) 이동(以東)을 편입하였다.

## 후한
140년(후한 순제 영화 5년) 당시 동군은 15성 136,088호 603,393명을 거느렸다.
| 현명     | 한자     | 대략적 위치                                                                      | 비고 |
| -------- | -------- | -------------------------------------------------------------------------------- | --- |
| 복양현   | 濮陽縣   | 푸양시 푸양현 남 어둔촌(于屯村) 일대                                             | 옛 곤오국(昆吾國)이다. |
| 연현     | 燕縣     | 신샹시 옌진현 북동 교행장촌(喬杏庄村) 일대                                       | 본디 남연국(南燕國)이다. 옹향(雍鄕)이 있었다. 작성(胙城)이 있는데 옛 작나라다. 평양정(平陽亭)이 있다. 와정(瓦亭)이 있다. 도성(桃城)이 있다. |
| 백마현   | 白馬縣   | 안양시 화현 백마장촌(白馬墻村)                                                   | 위향(韋鄕)이 있다. |
| 돈구현   | 頓丘縣   | 푸양시 칭펑현 고성진(固城鎭)                                                     | |
| 동아현   | 東阿縣   | 랴오청시 양구현 아성진(阿城鎭)                                                   | 청정(淸亭)이 있다. |
| 동무양현 | 東武陽縣 | 랴오청시 선현 남 십팔리포진(十八里鋪鎭) 일대 → 랴오청시 선현 장채진(張寨鎭) 일대 | 답수(濕水)가 나온다. |
| 범현     | 范縣     | 지닝시 량산현 수장집진(壽張集鎭) 일대                                            | 진정(秦亭)이 있다. |
| 임읍현   | 臨邑縣   | 랴오청시 둥어현                                                                  | 패묘(沛廟)가 있다. |
| 박평현   | 博平縣   | 랴오청시 츠핑현 왕채과촌(王菜瓜村) 일대                                          | |
| 요성현   | 聊城縣   | 랴오청시 약간 서북 요고묘(聊古廟) 백가와(白家洼) 일대                            | 이의취(夷儀聚)가 있다. 섭척(聶戚)이 있다.                                                                                                   |
| 발간현   | 發干縣   | 랴오청시 관현 동                                                                 | |
| 악평후국 | 樂平候國 | 랴오청시 둥창푸구 장로집진(張爐集鎭) 일대                                        | 옛 청(淸)현으로 장제가 개명했다. |
| 양평후국 | 陽平候國 | 랴오청시 선현                                                                    | 신정(莘亭)이 있다. 강성성(岡成城)이 있다.                                                                                                   |
| 위공국   | 衛公國   | 푸양시 칭펑현                                                                    | 본래 관(觀)이란 옛 나라로 요성(姚姓)인데, 광무제가 개명했다. 하목성(河牧城)과 간성(竿城)이 있다.                                            |
| 곡성현   | 穀城縣   | 지난시 핑인현 동아진(東阿鎭) 서부 일대                                           | 춘추 시대엔 소곡(小穀)이었다. 휴하취(巂下聚)가 있다.                                                                                        |

수량현은 수장현으로 이름이 바뀌었고 수창현과 함께 동평국으로 넘어갔다. 치평현은 제북국으로 넘어갔다. 이호현과 늠구현은 제음군으로 넘어갔다. 두예에 따르면 연진은 현의 지위를 상실하고 진류군의 산조현의 관할을 받았다.

## 위진
신설된 양평군에 황하 이북을, 동평국에 범현을, 제북국에 임읍·동아·곡성현을 넘겨주어 영역이 더 축소되었다. 277년(서진 무제 함녕 3년) 8월 사마윤이 복양왕으로 책봉됨에 따라 복양국(濮陽國)으로 승격되었다. 이후 연혁은 복양군문서를 참조할 것.

## 북위
북위초기 동군이 재설치되었다. 이 동군은 활대성(滑臺城, 지금의 안양시 화현)에 연주가 설치되었을 때 연주의 속군으로 편제되었으나, 494년(북위 효문제 태화 18년) 사주의 속군으로 편제되었다. 위나라 때 동군은 7현 30,521호 107,717명을 거느렸다.
| 현명   | 한자   | 대략적 위치                                | 비고 |
| ------ | ------ | ------------------------------------------ | --- |
| 동연현 | 東燕縣 | 신샹시 옌진현 북동 교행장촌(喬杏庄村) 일대 | 398년(진 안제 융안 2년) 연현(燕縣)이 지금의 이름으로 개명되었다. 현경내에 연성(燕城), 요사(堯祠), 오자서의 사당(伍子胥祠) |
| 평창현 | 平昌縣 |                                            | 526년(북위 효명제 효창 2년) 백마현에서 분리신설되어 평창성(平昌城)에 치소를 두었다. |
| 백마현 | 白馬縣 | 안양시 화현 백마장촌(白馬墻村)             | 현 경내에 조구(朝溝), 백마성(白馬城), 번성(樊城), 범호성(凡豪城)이 있었다. |
| 양성현 | 涼城縣 | 안양시 화현 초루촌(焦樓村)                 | 현 경내에 양성(涼城), 남중성(南中城), 서왕모의 사당(西王母祠) |
| 산조현 | 酸棗縣 | 신샹시 옌진현 서북 왕촌(王村) 일대         | 487년(북위 효문제 태화 11년) 소황현에 통폐합되었다가 494년 지금의 위치에서 재설치되었다. |
| 장원현 | 長垣縣 |                                            | 447년(북위 태무제 태평진군 8년) 외황현에 통폐합되었다가 502년(북위 선무제 경명 3년) 재설치되었다. 현 경내에 평구성(平丘城), 광성(匡城), 포성(蒲城), 자로사(子路祠), 장원성(長垣城), 위영공의 사당(衞靈公祠), 용성(龍城)이 있었다. |
| 장락현 | 長樂縣 |                                            | |

## 수나라
9현 121,905호이다. 군제를 폐지했을 때는 기주(杞州), 활주(滑州), 연주라 하였다. 지금의 신샹시 동부, 안양시 화현, 푸양시 푸양 현 일대이다.
| 현명       | 대략적 위치      | 비고                                                    |
| ---------- | ---------------- | ------------------------------------------------------- |
| 백마       | 안양시 화현      |                                                         |
| 영창(靈昌) | 안양시 화현 서남 |                                                         |
| 위남(衛南) | 안양시 화현 동북 |                                                         |
| 복양       | 푸양시 푸양현    |                                                         |
| 봉구(封丘) | 신샹시 펑추 현   |                                                         |
| 광성(匡城) | 신샹시 창위안 현 | 장원(長垣)이라 부르던 것을 596년(개황 16년)에 개명했다. |
| 조성(胙城) |                  | 동연(東燕)이라 부르던 것을 598년에 개명했다.            |
| 위성(韋城) | 안양시 화현 동남 |                                                         |
| 이호       |                  |                                                         |

## 군수·태수

### 전한
- 한연수(? ~ 기원전 60년)
- 진함(? ~ 기원전 24년)
- 왕상(? ~ 기원전 20년)
- 아무개(? ~ 기원전 14년): 소령(蘇令)의 난으로 피살되었다.[15]
- 병창(2년)
- 적의(? ~ 7년)

### 후한
- 조조(? ~ ?, 취임하지 않고 관직을 버림)
- 교모(? ~ 190년)
- 왕굉(王肱, 190년 ~ ?)[16]
- 조조(191년 ~ 196년)
- 유연(200년 당시)